# Безруков, Игорь Александрович
И́горь Алекса́ндрович Безру́ков (род. 31 августа 1960, Владимир) — адвокат. Народный депутат России (1990—1993). Заслуженный юрист Российской Федерации.

## Образование
В 1977—1979 учился на юридическом факультете Казанского государственного университета. Окончил юридический факультет Киевского государственного университета (1982).

## Юридическая деятельность
- В 1982—1983 — адвокат-стажёр Владимирской областной коллегии адвокатов.
- В 1983—1992 — адвокат Владимирской областной коллегии адвокатов.
- В 1992—2002 — адвокат Московской городской коллегии адвокатов. Был директором адвокатского бюро «Безруков и партнеры».
- В 1992 участвовал в процессе в Конституционном суде по «делу КПСС» в качестве представителя стороны (группы депутатов), ходатайствующей о проверке конституционности КПСС и КП РСФСР.
- С 2002 — адвокат Адвокатской палаты города Москвы.
- С 2003 — директор коллегии адвокатов «Безруков, Доронин и партнеры».
- В 1999—2003 — доцент кафедры гражданского права и процесса Академии труда и социальных отношений.

## Общественная и политическая деятельность
- В 1990—1993 — народный депутат России (от Октябрьского территориального округа № 300 Владимирской области), член Верховного совета России, председатель подкомитета по правовой защите Комитета Верховного совета России по законодательству; член Конституционной комиссии Съезда народных депутатов России, член рабочей группы этой Комиссии по подготовке проекта Конституции России. После его депутатского запроса был принят указ президента России о выставлении Почётного караула у могилы Неизвестного солдата у Кремлёвской стены.
- В 1991—1993 — заместитель председателя Комитета Верховного совета России по законодательству.
- В 1991 — ответственный секретарь Комиссии по расследованию деятельности КГБ в связи с событиями 19-21 августа 1991.
- В 1992—2000 — член Комиссии по помилованию при президенте России.
- В 1993 — член рабочей группы Конституционного совещания при президенте России по подготовке проекта Конституции России.
- В 1993—1994 — заместитель председателя комиссии законодательных предположений при президенте России.
- В 1994—1997 — сопредседатель Экспертно-правового совета при президенте России.

## Награды
- Благодарность Президента Российской Федерации (7 января 2002 года) — за активное участие в работе Комиссии по вопросам помилования при Президенте Российской Федерации[1]